# Wilkin Ruan
Wilkin Chal Ruan (nacido el 18 de septiembre de 1978 en Guaymate) es un jardinero central dominicano que jugó en las Grandes Ligas de Béisbol.

## Carrera
Conocido sobre todo por su velocidad, Ruan fue firmado como amateur por los Expos de Montreal el 15 de noviembre de 1996. Bateó para .348 con 33 bases robadas para el equipo de los Expos en la Dominican Summer League en 1997, antes de ser llevado a los Estados Unidos y asignado  en el equipo de béisbol de novato de los Expos en 1998. Luchó contra los más experimentados lanzadores estadounidense, bateando sólo .239 con los Gulf Coast Expos en esa temporada, aunque robó 13 bases.
Con los Cape Fear Crocs en 1999 y 2000, mejoró su promedio (.224, .287) cada año y siguió robando bases a un ritmo asombroso, llegando a robar 64 bases en el 2000. En 2001, fue titular del equipo High-A de los Expos, Jupiter Hammerheads y bateó para .283 con 25 robos antes de ser promovido a Doble-A con el equipo Harrisburg Senators.
El 23 de marzo de 2002, fue cambiado por los Expos a los Dodgers de Los Ángeles junto con el lanzador dominicano Guillermo Mota por Jorge Núñez y Matt Herges. Empezó la temporada 2002 con el equipo de Doble-A de los Dodgers, Jacksonville Suns, donde bateó para .253 con 23 robos y terminó la temporada con el equipo de Triple-A Las Vegas 51s donde bateó para .327 con 12 bases robadas en 40 juegos. Esto le valió una llamada a filas al roster de Grandes Ligas en septiembre. Hizo su debut en Grandes Ligas el 1 de septiembre como corredor emergente. Consiguió su primer hit de Grandes Ligas al día siguiente ante los Diamondbacks de Arizona. Fue utilizado principalmente como corredor emergente durante su mes de estancia en las mayores.
En 2003, fue el jardinero central titular del equipo Las Vegas 51s durante toda la temporada, bateando .308 con la friolera de 41 robos en 49 intentos. Tuvo un par de apariciones con los Dodgers en el 2003, bateando .220 en pocas oportunidades.
Sin embargo, tuvo una dura pretemporada en 2004 donde bateó para .128 terminando nuevamente en Jacksonville Suns para el inicio de la temporada, bateando sólo .208 con nueve robos para los Suns, lo que llevó a que los Dodgers lo liberaran el 19 de junio de 2004.
El 2 de julio, fue firmado como agente libre de ligas menores de los Reales de Kansas City y enviado a su equipo de Doble-A, Wichita Wranglers, donde se recuperó ligeramente, bateando .276 con 11 bases robadas. Permaneció en Wichita para la temporada 2005, llegando a .254 con 18 robos.
Liberado por los Reales después de la temporada 2005, se unió nuevamente a los Dodgers, firmando para jugar una vez más con Jacksonville. Bateó para .260 con 18 robos en el jardinero central como titular de los Suns. En 2007, comenzó nuevamente la temporada con Jacksonville, pero fue enviado a Las Vegas 51s en junio, donde permaneció todo el 2008. Se convirtió en agente libre al final de la temporada y firmó un contrato de ligas menores con los Filis de Filadelfia el 17 de diciembre de 2008.